# Déspina Yeoryadu
Déspina Yeoryadu –en griego, Δέσποινα Γεωργιάδου– (22 de junio de 1991) es una deportista griega que compite en esgrima, especialista en la modalidad de sable.
Ganó dos medallas en el Campeonato Mundial de Esgrima, en los años 2022 y 2023, ambas en la prueba individual.

## Palmarés internacional
| Campeonato Mundial | Campeonato Mundial | Campeonato Mundial | Campeonato Mundial |
| Año                | Lugar              | Medalla            | Prueba             |
| ------------------ | ------------------ | ------------------ | ------------------ |
| 2022               | El Cairo (Egipto)  | Medalla de bronce  | Sable individual   |
| 2023               | Milán (Italia)     | Medalla de plata   | Sable individual   |